# MARTIAL BEAT
『MARTIALBEAT』（マーシャルビート）はコナミが2002年にプレイステーションとアーケードにて発売した武道フィットネスアクションゲームである。プレイステーション版からアーケード版へと通常の逆の形で移植された。
アーケード版の筐体は『DanceDanceRevolution』(DDR)からフットパネルを取り去り、上部に大きなセンサーユニットをつけたものである。これは当時人気に陰りが見られたDDRの筐体を転用できるようにするためであったが、設置にはDDRよりも広いスペースが必要であったため、導入できたゲームセンターは限られた。

## 概要
コナミスポーツが全面協力。画面に写るマーシャルビートマスター（コナミスポーツのBTSJインストラクター白戸氏）のとおりに空手、カンフー、キックボクシングなどのポーズを決める。タイミングが合うと画面上に派手なエフェクトが現れたり、必殺技が炸裂する。エアロビクスに武道の要素を取り入れたもので、楽しみながらダイエットを行うことを目的に開発された。
曲はDanceDanceRevolutionと同様にDancemaniaシリーズから選曲されており、曲によってシミュレートする武道が異なる。なお、本シリーズはBEMANIブランドには含まれない。
2002年にプレイステーション用ソフトが2作発売された。通常版の他に専用コントローラが同梱されたものも発売された。専用コントローラは業務用と異なり、手足につけてプレイすることで動きを感知した。いずれも2005年に再発売された。

### シリーズ作品
- MARTIALBEAT （プレイステーション・2002年2月7日発売、アーケード・2002年3月稼働）
- MARTIALBEAT 2 （プレイステーション・2002年9月12日発売）

## マーシャルビート専用コントローラRU037
マーシャルビート専用四肢装着型コントローラという。
手足に装着した4つの「送信ユニット」の電源スイッチを入れると、「受信ユニット」に電波が送られゲーム中にタイミングよく「送信ユニット」を動かすことでゲーム画面にビジュアルエフェクトが入るゲームシステム。

## マーシャルビート用語
マーシャルビート・マスター（MB・マスター）
ゲーム画面に登場して、基本動作やエクササイズゲームに登場する人物の総称。
白戸拓也と松本香寿美が挙げられる。
コリオ
手足の動作を組み合わせてパターン化したもの。キックボクシング系コリオ、太極拳系コリオ、空手系コリオ等、無数のコリオが存在する。ゲーム中の習得技もコリオに入る。
リアルファイトポジション
「マーシャルビート」のコリオ作成時の概念の一つ。自分の周囲に複数の敵がいると想定して攻撃、防御のコリオを作成する。エクササイズ中のMB・マスターのインストラクションで紹介される
穿連虎撃（せんれんこげき）
代表的な習得技の一つ。左右に敵が存在する場合を想定した技。ムエタイなどをベースにした技が組み込まれている。最後の決めの形は攻防一体の形であり、この「双対極融合」をあらわす形は「マーシャルビート」のシンボルな形でもある。
BEAT
「マーシャルビート」の基本概念の一つ。音楽と武道により引き出される人間の潜在能力。踊っているときの高揚感や肉体疲労感覚の喪失、踊り終わった後の爽快感なども「BEAT」の効果である。「マーシャルビート」ではこのBEATの力を引き出し、高め、肉体面では筋力アップや美容、健康増進を、精神面では集中力を高めたり、ストレスを解消していくことがこのゲームの本来の目標。